# Laney
Laney Amplification est une société britannique spécialisée dans la conception et la production de systèmes d'amplification pour guitare et basse. Elle fait partie des marques pionnières du son hard rock / heavy metal en étroite concurrence avec Marshall, Orange ou Vox. Comme tous ces fabricants, leurs produits possèdent des signatures sonore particulière et récurrente : un gain se rapprochant plus du Fuzz que les autres marques, ainsi qu'une palette de fréquence plutôt homogène. 

## Histoire
Laney Amplification a été fondé le 1er septembre 1967 par Lyndon Laney.
C'est en tant que bassiste du groupe qu'il formait avec Robert Plant et John Bonham que Lyndon Laney décida de concevoir des amplificateurs pour des amis dans l'abri de jardin de ses parents. Certains des premiers clients de Lyndon était des guitaristes de Birmingham tels que Tony Iommi de Black Sabbath qui est toujours fidèle à la marque. Quelques-uns des premiers ampli de Laney sont toujours en bon état de marche et sont toujours utilisés.
À la fin des années 1960 / au début des années 1970, la marque proposait déjà une petite gamme d'amplis dont certains comme le modèle à lampes LA100BL était un choix quasi incontournable pour qui cherchait un son heavy metal.
Dans les années 1980, Laney passa au premier rang sur le marché des amplis à lampes, la série AOR en particulier a permis à la marque de se distinguer des concurrents avec un niveau de saturation plus élevé que la moyenne obtenu avec un préampli intégré.
Tout au long des années 1990, Laney continua à concevoir des nouveautés et au milieu de la décennie sortit de nouveaux produits tels que le VC30 (un ampli à lampes classe A de style rétro, rappelant le célèbre Vox AC30, mais avec plus de possibilité de réglages), les VC50/VC100 pourvu de deux canaux ayant chacun leur boost afin de rajouter plus de gain et de volume qui offrent au guitariste 4 sonorités différentes, et les stack GH50L/GH100L qui sont les modèles les plus vendus de l'entreprise. Également lancé à cette époque, les Tube Fusion - combinant une amplification à transistors avec une préamplification à lampes incluant également un processeur DSP pour ajouter des effets comme un delay.
En 2012, Laney présente lors de la Frankfurt Musikmesse le nouvel ampli signature Tony Iommi TI100, ce modèle a été réalisé en étroite collaboration avec le guitariste de Black Sabbath.
Lors du NAMM 2014, Laney dévoile plusieurs nouveaux amplis dont le A1+ (dédié à la guitare acoustique) et le Freestyle.
Bien que fidèle à la signature sonore de la marque, les produits récents s'orientent vers une utilisation en studio, avec des têtes de faible puissance dotées d'émulations de baffles comme L'Ironheart Studio et la Lionheart Studio. En parallèle, Laney commercialise également une pédale orientée re-amping : l'Ironheart Pulse.
Les amplis de la marque sont distribués en France par Saico.

## Amplis guitare électrique

### Lionheart
Cette série a ses racines dans l'amplification vintage, avec un préampli à lampe et des haut-parleurs réalisés à la main.

### Ironheart
Les amplis Ironheart offrent des sons typés métal, avec une distorsion intégrée et une équalisation 3 bandes.
La fonction pré-boost de l'ampli agit comme si une pédale de gain était ajoutée en amont de l'ampli.

### Linebacker
Les Linebacker sont des amplis à modélisation qui permettent de simuler jusqu'à 22 modèles d'amplis célèbres.

### Prism
Tout comme les Linebacker, les amplis de la série Prism utilisent la modélisation pour simuler différents amplis, mais permettent davantage de réglages, avec notamment un équaliseur intégrée.

### Cub
Cette série s'inspire des débuts de la production d'amplis à lampes, avec un design et un son qui va à l'essentiel.

### Série VC
Les amplis VC se veut polyvalent, avec un gain suffisant pour couvrir différents styles ainsi qu'une conception moderne et robuste.

### Série LC
Cette série propose des amplis à lampes particulièrement compacts.

### Série LG
Une série d'amplis à transistors, il s'agit de l'entrée de gamme Laney.

### Série LV
Les amplis LV permettent d'agir sur le canal clair grâce à une fonction "bright". La fonction "scoop" permet quant à elle d'agir directement sur le spectre sonore en augmentant les basses et les aigus tout en filtrant les médiums.

### Série GH
Cette série fut réalisée selon les exigences du guitariste Tony Iommi, on y retrouve des amplis dont le seul canal est dédié au son saturé.

### Série VH
La série VH est très prisée par les guitaristes professionnels, on y retrouve un préampli double canal ainsi qu'un footswich qui permet de passer de l'un à l'autre rapidement.

### Série LX
Les amplis LX s'adaptent aux styles musicaux actuels, avec son moderne, notamment en canal saturé.

## Amplis guitare acoustique

### Série LA
Ces amplis pour guitare acoustique possèdent une fonction anti-feedback ainsi que de nombreux réglages pour sculpter le son

### Série A
La série A est pensée pour l'amplification acoustique, elle respecte les nuances sonores liées spécifiquement à ces instruments.

## Les amplis guitare basse

### Nexus
Cette série dédiée à l'amplification basse est équipée de haut-parleurs Celestion NEODYME.

### Richter
L'entrée de gamme de l'amplification basse, équipée d'un préampli très complet et d'une bonne qualité de construction.

## Amplis polyvalents

### Audiohub
Cette série est placée sous le signe de la polyvalence, elle permet d'amplifier n'importe quelle source : claviers, batterie électronique, voix ou instruments à cordes.

## Utilisateurs
Les utilisateurs les plus connus des produits Laney incluent Paul Gilbert de Racer X et Mr Big, ainsi que Tony Iommi de Black Sabbath à l'origine du succès de la marque, Mattias Eklundh de Freak Kitchen, Robert Plant, Randy Rhoads, George Lynch, Ace Frehley, Andy Timmons, Joe Satriani dans les années 1990, Tristan Abgrall, Mikael Åkerfeldt dans les années 2010 et également Christophe Godin.
Des amplis signature a été conçu spécifiquement pour Tony Iommi, il s'agit des modèles GH100TI et plus récemment la gamme TI rassemblant tête, baffle ou combos 